# Liste der Hochhäuser in Georgia
In der Liste der Hochhäuser in Georgia werden die höchsten Hochhäuser im US-Bundesstaat Georgia ab einer strukturellen Höhe von 100 Metern aufgezählt. Das bedeutet die Höhe bis zum höchsten Punkt des Gebäudes ohne Antenne. Aufgezählt werden nur fertiggestellte und im Bau befindliche Hochhäuser.

## Auflistung der Hochhäuser nach Höhe
| Nr. | Name                               | Stadt         | Höhe                          | Etagen | Baujahr | Status |
| --- | ---------------------------------- | ------------- | ----------------------------- | ------ | ------- | ------ |
| 1.  | Bank of America Plaza              | Atlanta       | 317 m (Höhe bis zur Spitze)   | 55     | 1992    | Erbaut |
| 2.  | SunTrust Plaza                     | Atlanta       | 265,5 m                       | 60     | 1992    | Erbaut |
| 3.  | One Atlantic Center                | Atlanta       | 249,9 m                       | 50     | 1987    | Erbaut |
| 4.  | 191 Peachtree Tower                | Atlanta       | 234,7 m                       | 50     | 1991    | Erbaut |
| 5.  | Westin Peachtree Plaza             | Atlanta       | 220,4 m                       | 70     | 1976    | Erbaut |
| 6.  | Georgia-Pacific Tower              | Atlanta       | 212,5 m                       | 52     | 1982    | Erbaut |
| 7.  | Promenade 2                        | Atlanta       | 210,6 m (Höhe bis zur Spitze) | 38     | 1990    | Erbaut |
| 8.  | AT&T Building                      | Atlanta       | 206,4 m                       | 47     | 1982    | Erbaut |
| 9.  | 3344 Peachtree                     | Atlanta       | 202,7 m                       | 47     | 2008    | Erbaut |
| 10. | 1180 Peachtree                     | Atlanta       | 200,2 m                       | 41     | 2006    | Erbaut |
| 11. | GLG Grand/Four Seasons Hotel       | Atlanta       | 185,6 m                       | 53     | 1992    | Erbaut |
| 12. | The Mansion on Peachtree           | Atlanta       | 176,8 m                       | 52     | 2008    | Erbaut |
| 13. | The Atlantic                       | Atlanta       | 175,9 m                       | 46     | 2009    | Erbaut |
| 14. | Concourse Corporate Center V       | Sandy Springs | 173,7 m (Höhe bis zur Spitze) | 34     | 1988    | Erbaut |
| 15. | State of Georgia Building          | Atlanta       | 169,5 m                       | 44     | 1966    | Erbaut |
| 16. | Marriott Marquis Hotel             | Atlanta       | 169 m                         | 52     | 1985    | Erbaut |
| 17. | Concourse Corporate Center VI      | Sandy Springs | 168,6 m (Höhe bis zur Spitze) | 34     | 1991    | Erbaut |
| 18. | Twelve Centennial Park 1           | Atlanta       | 158,5 m (Höhe bis zur Spitze) | 39     | 2007    | Erbaut |
| 19. | Park Avenue Condominiums           | Atlanta       | 155,2 m (Höhe bis zur Spitze) | 44     | 2002    | Erbaut |
| 20. | ViewPoint                          | Atlanta       | 152,7 m (Höhe bis zur Spitze) | 36     | 2008    | Erbaut |
| 21. | Midtown One Office Tower           | Atlanta       | 148,4 m                       | 38     | 2009    | Erbaut |
| 22. | Terminus 100                       | Atlanta       | 147,9 m                       | 26     | 2007    | Erbaut |
| 23. | The Paramount                      | Atlanta       | 145,7 m                       | 39     | 2004    | Erbaut |
| 24. | The Ritz-Carlton Residences        | Atlanta       | 143 m                         | 40     | 2009    | Erbaut |
| 25. | Centennial Tower                   | Atlanta       | 140 m                         | 36     | 1975    | Erbaut |
| 26. | Spire                              | Atlanta       | 138,1 m (Höhe bis zur Spitze) | 27     | 2005    | Erbaut |
| 26. | Equitable Building                 | Atlanta       | 138,1 m                       | 35     | 1968    | Erbaut |
| 28. | Buckhead Grand                     | Atlanta       | 137,5 m                       | 37     | 2004    | Erbaut |
| 29. | Two Alliance Center                | Atlanta       | 137,2 m (Höhe bis zur Spitze) | 29     | 2009    | Erbaut |
| 30. | Three Ravinia Drive                | Dunwoody      | 135,4 m                       | 31     | 1991    | Erbaut |
| 31. | 1 Park Tower                       | Atlanta       | 133,8 m                       | 32     | 1961    | Erbaut |
| 32. | 1100 Peachtree Street              | Atlanta       | 130,5 m                       | 28     | 1990    | Erbaut |
| 33. | Atlanta Plaza One                  | Atlanta       | 129,5 m                       | 32     | 1986    | Erbaut |
| 34. | The Grandview                      | Atlanta       | 128,5 m                       | 36     | 1990    | Erbaut |
| 35. | Park Place                         | Atlanta       | 128 m                         | 40     | 1986    | Erbaut |
| 36. | 2828 Peachtree                     | Atlanta       | 127,7 m                       | 33     | 2002    | Erbaut |
| 37. | 1280 West                          | Atlanta       | 125 m                         | 38     | 1989    | Erbaut |
| 38. | Peachtree Summit One               | Atlanta       | 123,8 m                       | 30     | 1975    | Erbaut |
| 39. | One Coca-Cola Plaza                | Atlanta       | 122,8 m                       | 29     | 1980    | Erbaut |
| 40. | Tower Place 100                    | Atlanta       | 122,2 m                       | 29     | 1974    | Erbaut |
| 41. | Wachovia Plaza                     | Atlanta       | 120,7 m                       | 28     | 1987    | Erbaut |
| 42. | Mayfair Renaissance                | Atlanta       | 120,4 m                       | 35     | 2002    | Erbaut |
| 43. | Sam Nunn Atlanta Federal Center    | Atlanta       | 118,2 m                       | 24     | 1997    | Erbaut |
| 44. | Monarch Tower                      | Atlanta       | 118 m                         | 24     | 1997    | Erbaut |
| 45. | Richard B Russell Federal Building | Atlanta       | 117,9 m                       | 26     | 1980    | Erbaut |
| 46. | Atlanta Hilton                     | Atlanta       | 116,7 m                       | 30     | 1974    | Erbaut |
| 47. | Hewlett-Packard Building           | North Atlanta | 116,2 m                       | 27     | 1995    | Erbaut |
| 48. | Harris Tower                       | Atlanta       | 116 m                         | 31     | 1975    | Erbaut |
| 49. | AT&T Long Lines Building           | Atlanta       | 115,8 m                       | 14     | 1930    | Erbaut |
| 50. | International Tower                | Atlanta       | 115 m                         | 30     | 1972    | Erbaut |
| 50. | Marquis One                        | Atlanta       | 115 m                         | 30     | 1985    | Erbaut |
| 50. | Marquis Two                        | Atlanta       | 115 m                         | 30     | 1989    | Erbaut |
| 50. | Coastal States Insurance Building  | Atlanta       | 115 m                         | 27     | 1971    | Erbaut |
| 50. | SunTrust Bank                      | Atlanta       | 115 m                         | 28     | 1969    | Erbaut |
| 55. | BB&T Tower                         | Atlanta       | 114,3 m                       | 25     | 2009    | Erbaut |
| 56. | Peachtree Center Tower             | Atlanta       | 114 m                         | 31     | 1965    | Erbaut |
| 57. | One Georgia Center                 | Atlanta       | 113,1 m                       | 24     | 1968    | Erbaut |
| 58. | Mayfair Tower Condominiums         | Atlanta       | 112,8 m                       | 34     | 1990    | Erbaut |
| 59. | The Proscenium                     | Atlanta       | 112,2 m                       | 25     | 2001    | Erbaut |
| 60. | The Campanile                      | Atlanta       | 11,6 m                        | 20     | 1987    | Erbaut |
| 61. | The Concorde                       | Atlanta       | 110,6 m                       | 31     | 1987    | Erbaut |
| 62. | Riverwood 100                      | Vinings       | 110,4 m                       | 24     | 1989    | Erbaut |
| 63. | Park Towers II                     | Sandy Springs | 109,1 m                       | 33     |         | Erbaut |
| 64. | Resurgens Plaza                    | Atlanta       | 109 m                         | 25     | 1988    | Erbaut |
| 65. | Atlantic Center Plaza              | Atlanta       | 107,7 m                       | 24     | 2001    | Erbaut |
| 66. | Hyatt Regency Atlanta & Ivy Tower  | Atlanta       | 103,7 m                       | 24     | 1967    | Erbaut |
| 67. | Realm                              | Atlanta       | 103,5 m                       | 29     | 2006    | Erbaut |
| 68. | The Pinnacle                       | Atlanta       | 103,2 m                       | 23     | 1998    | Erbaut |
| 69. | Twelve                             | Atlanta       | 102,4 m                       | 26     | 2005    | Erbaut |
| 70. | Peachtree Center South Tower       | Atlanta       | 101 m                         | 27     | 1967    | Erbaut |
| 70. | Peachtree Center North Tower       | Atlanta       | 101 m                         | 27     | 1967    | Erbaut |